# Mikuliczyn (stacja kolejowa)
Mikuliczyn (ukr. Микуличин, ros. Микуличин) – stacja kolejowa w miejscowości Mikuliczyn, w rejonie nadwórniańskim, w obwodzie iwanofrankiwskim, na Ukrainie. Budynek dworcowy zbudowany w stylu galicyjskim.
Stacja istniała przed II wojną światową.